# Auvers-sur-Oise
Auvers-sur-Oise je město v severozápadní části metropolitní oblasti Paříže ve Francii v departmentu Val-d'Oise a regionu Île-de-France. Od centra Paříže je vzdálené 27,2 km. Město a okolí poskytlo v minulosti inspiraci mnoha malířům, zvláště v období impresionismu. Na místním hřbitově je pochován, mimo jiných, i Vincent van Gogh.

## Geografie
Sousední obce: Pontoise, Ennery, Hérouville, Nesles-la-Vallée, Valmondois, Butry-sur-Oise, Mériel, Méry-sur-Oise a Saint-Ouen-l'Aumône.

## Památky
- zámek de Léry ze 17. století
- kostel Notre-Dame-de-l'Assomption
- hospoda Ravoux

## Vývoj počtu obyvatel
Počet obyvatel

## Osobnosti obce
- Philippe Delerm, spisovatel

## Partnerská města
Zundert